# Клаус Пайман
Клаус Пайман (нім. Claus Peymann; 7 червня 1937, м. Бремен — 16 липня 2025, м. Копенік) — німецький театральний режисер. Художній керівник театру «Берлінер ансамбль» (1999–2017).

## Життєпис
Народився в Бремені 7 червня 1937 року, в сім'ї учителя Карла Пеймана та його дружини Кете, уродженої фон Гогенбокен. 1956 року закінчив школу в Гамбурзі і вступив на факультет германістики, літератури та театрознавства Гамбурзького університету.
Розпочинав режисерську кар'єру в університетському театрі в Гамбурзі, з 1966 року працював у Франкфурті-на-Майні.
1970 року разом з Петером Штайном взяв участь у створенні театру «Шаубюне» у Західному Берліні. Вони поставили п'єсу Бертольда Брехта «Мати», проте вже 1971 року Пайман залишив «Шаубюне», не погодившись зі штайнівською концепцією «театру права голосу» (Mitbestimmungstheater), що передбачала участь усіх членів творчого колективу та технічного персоналу в ухваленні рішень, зокрема і з питань репертуарної політики.
Після виходу з «Шаубюне» Пайман протягом кількох років був вільним режисером. У 1974—1979 роках обіймав посаду артистичного директора у штутгартському «Шаушпілі».
1979 року змінив Петера Цадека на посаді інтенданта бохумського «Шаушпільхгауза». Тут Пайман отримав визнання як один з провідних режисерів Західної Німеччини.
1986 року очолив віденський Бурґтеатр. Театр з більш ніж 200-річною історією він переорієнтував на сучасний репертуар, що у багатьох викликало невдоволення, особливо постановки гострих п'єс Томаса Бернгарда, в якому Пайман знайшов свого драматурга. Він вперше поставив п'єсу Бернгарда «Вечірка для Бориса» (нім. Ein Fest für Boris) ще 1970 року в Гамбурзі і відтоді не розлучався з його драматургією, ставши першим інтерпретатором багатьох його творів. Бернгард присвятив режисеру свою останню п'єсу — «Клаус Пайман купує собі штани…» (нім. Claus Peymann kauft sich eine Hose und geht mit mir essen), яку ставили на сцені театру «Берлінер ансамбль».
У Відні Пайман залучав до роботи в театрі різних режисерів, як-от Джорджо Стрелер, Петер Цадек, Георг Таборі; разом з тим у нього постійно виникали конфлікти з акторами, оскільки не всі члени величезної, 160 осіб, трупи театру знаходили собі місце в новому репертуарі. Але, скільки не критикували Паймана у роки його керівництва Бурґтеатром, цей період визнаний успішним, а самого Паймана 2012 року включили до почесних членів Бурґтеатру.
1999 року залишив Відень, щоб очолити «Берлінер ансамбль», який опинився в кризі. Бертольда Брехта Пайман ставив значно рідше, ніж Бернгарда, але образом думок режисер, який розбурхував віденську публіку не лише своїми постановками, а й скандальними інтерв'ю, повною мірою відповідав театру Брехта. В одному з інтерв'ю 1988 року він говорив: «„Тригрошова опера“ найбільше захоплення викликала у буржуазії, проти якої була спрямована. Фашист, подивившись п'єсу Брехта чи Лессінга, виходить із театру тим самим фашистом. Я повною мірою усвідомлюю це». І на запитання журналіста: «Проте ви наполягаєте на тому, щоб театр прагнув змінити людей?» — Пайман відповідав: «Я інакше не можу… Можливо, я дурень. Але мене це влаштовує. Мені потрібна ілюзія, ніби те, що я роблю, сприяє зміні суспільства в моральному відношенні. Інакше я мав би відмовитися від моєї професії».
Зберігаючи вірність брехтівським традиціям театру, Пайман і тут залучав до співпраці різних режисерів, зокрема Петера Штайна та Роберта Вілсона; кілька сцен «Берлінер ансамбль» відкриті і для пошуків молодих режисерів.
Був членом Вільної академії мистецтв у Гамбурзі. Жив зі своєю партнеркою Юттою Ферберс у Копеніку.
Помер 16 липня 2025 року після тривалої хвороби у віці 88 років.

## Творчість

### Вибіркові постановки
- 1970 — «Вечірка для Бориса» (нім. Ein Fest für Boris) Томаса Бернгарда — Німецький театр, Гамбург (перша постановка п'єси)
- 1972 — «Невіглас і божевільний» (нім. Der Ignorant und der Wahnsinnige Томаса Бернгарда — Зальцбурзький фестиваль (перша постановка п'єси)
- 1976 — «Мінетті» (нім. Minetti) Томаса Бернгарда — Штаатсшаушпіль, Штутгарт (перша постановка п'єси)
- 1977 — «Фауст I» і «Фауст II» Йоганна Вольфганг фон Гете — Штаатсшаушпіль, Штутгарт
- 1986 — «Ріттер, Дене, Фосс» (нім. Ritter, Dene, Voss) Томаса Бернгарда — Зальцбурзький фестиваль (перша постановка п'єси)
- 1985 — «Лицедій» (нім. Der Theatermacher) Томаса Бернгарда — Зальцбурзький фестиваль (перша постановка п'єси)

Шаушпільхгауз, Бохум
- 1980 — «Перетворювач світу» (нім. Der Weltverbesserer) Томаса Бернгарда (перша постановка п'єси)
- 1981 — «Натан Мудрий» Готгольда Ефраїма Лессінга
- 1982 — «Битва Германа» Генріха фон Кляйста
- 1984 — «Зовнішність оманлива» (нім. Der Schein trügt) Томаса Бернгарда (перша постановка п'єси)

Бурґтеатр
- 1987 — «Річард III» Вільяма Шекспіра
- 1988 — «Площа героїв» (нім. Heldenplatz) Томаса Бернгарда (перша постановка п'єси)
- 1990 — «Клавіго» Йоганна Вольфганг фон Гете
- 1992: — «Годину там ми нічого не знали один про одного» (нім. Die Stunde da wir nichts voneinander wußten) Петера Гандке (перша постановка п'єси)
- 1994 — «Пер Гюнт» Генріка Ібсена
- 2010 — «Річард II» Вільяма Шекспіра

Берлінер ансамбль
- 2000 — «Річард II» Вільяма Шекспіра
- 2003 — «Свята Іванна скотобоєнь» Бертольда Брехта
- 2004 — «Підземний блюз» Петера Гандке
- 2005 — «Мамаша Кураж та її діти» Бертольда Брехта
- 2005 — «Мати» Бертольда Брехта
- 2008 — «Річард III» Вільяма Шекспіра
- 2008 — «Пробудження весни» Франка Ведекінда
- 2011 — «Смерть Дантона» Георга Бюхнера